# Огилви (горы)
Горы Огилви (англ. Ogilvie Mountains) — горный хребет на территории Юкон на северо-западе Канады к северу от Доусона.

## География
Горы ограничены рекой Фишин-Бренч-Ривер с севера, рекой Харт с востока и рекой Куэстен — с юга. Западная граница гор проходит вдоль границы Аляски и Юкона (141-й меридиан).
Горы Огилви разделены на северную и южную часть. Северная часть — осадочная горная порода, которая избежала оледенения во время последнего ледникового периода. Эта часть гор сильно разрушена и изрезана долинами рек и имеет множество осыпей. Южная часть, в которой доминирует хребет Томбстон, сложена из вулканических пород более тёмного цвета, склоны более отвесны, а вершины увенчаны зубцами.
Наивысшей точкой гор Огилви является гора Фрэнк-Рэй, высотой 2362 метра, но наиболее известными вершинами являются Тумстон и Монолит в территориальном парке Тумстон.
Протяжённость гор с запада на восток 393 км, с севера на юг 223 км, общая площадь 43088 км, из которой 1 % приходится на территорию США (Аляска), 99 % — на территорию Канады (Юкон).
В горах Огилви берут начало реки Поркьюпайн, Клондайк и притоки реки Пил: Огилви, Блэкстон, Харт. Трасса Демпстер, соединяющая города Инувик (Северо-Западные территории) и Доусон (Юкон) пересекает горы Огилви с севера на юг.
Горы получили название в 1966 году в честь известного канадского геодезиста и первопроходца, второго комиссара Юкона Уильяма Огилви.

## Список высочайших вершин гор Огилви

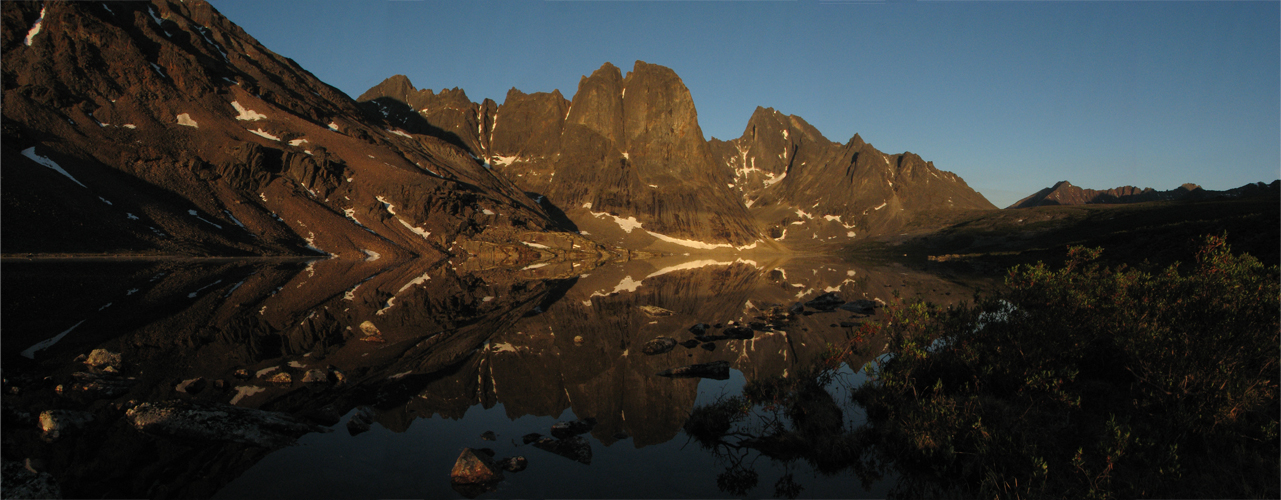
Вид территориального парка Тумстон и горы Монолит

| Название  | Оригинальное название |      |
| --------- | --------------------- | ---- |
| Фрэнк-Рей | Mount Frank Rae       | 2362 |
| Джоук     | Yoke Mountain         | 2249 |
| Тумстон   | Tombstone Mountain    | 2192 |
| Монолит   | Mount Monolith        | 2134 |
| Паттерсон | Mount Patterson       | 2042 |
| Джекелл   | Mount Jeckell         | 1951 |
| Черт      | Chert Mountain        | 1737 |